# WASP-103
Désignations
WASP-103 est une étoile de la séquence principale de type F située à 1 800 ± 100 années-lumière (550 ± 30 parsecs) dans la constellation d'Hercule. Elle possède une exoplanète de type super-Jupiter en orbite, WASP-103 b.

## Propriétés
La température de surface de WASP-103 est de 6 110 ± 160 kelvins (K). La concentration d'éléments lourds de l'étoile est similaire à celle du Soleil. Elle est légèrement plus jeune que le Soleil avec un âge de 4 ± 1 milliards d'années. L'activité chromosphérique de l'étoile est élevée en raison de l'interaction avec son exoplanète géante qui évolue sur une orbite rapprochée.
Une enquête de multiplicité en 2015 a trouvé un compagnon stellaire présumé pour WASP-103, à une séparation projetée de 0,242 ± 0,016″.

## Système planétaire
En 2014, une exoplanète de type super-Jupiter, nommée WASP-103 b, a été découverte par la méthode des transits. L'exoplanète orbite autour de son étoile hôte en moins d'un jour et pourrait être proche de la limite de Roche. Aucune décroissance de son orbite n'a cependant été détectée en 2020. Début 2022, la planète a plus largement été médiatisée car une équipe d'astronomes a mis en évidence qu'elle possède une forme semblable à une pomme de terre.
L'atmosphère planétaire contient de l'eau et peut-être du cyanure d'hydrogène, de l'oxyde de titane(II) ou du sodium. La planète a une fraction molaire carbone-oxygène élevée de 0,9 et elle pourrait être une planète carbonée.
La température d'équilibre planétaire est de 2 484 ± 67 K, bien qu'une grande différence existe entre le côté nuit et le côté jour. La température côté jour est de 2 930 ± 40 K, tandis que la température côté nuit est de 1 880 ± 40 K.
| Exoplanète | Masse                 | Demi-grand axe           | Période orbitale      | Excentricité orbitale | Inclinaison orbitale | Rayon                 |
| ---------- | --------------------- | ------------------------ | --------------------- | --------------------- | -------------------- | --------------------- |
| WASP-103 b | 1.455+0.090 −0.091 MJ | 0.01987+0.00020 −0.00021 | 0.9255456 ± 0.0000013 | < 0.15                | 87.3 ° ± 1.2 °       | 1.528+0.073 −0.047 RJ |